# Процесс Брейта — Уилера
Процесс Брейта — Уилера — простейшая реакция, с помощью которой свет можно превратить в вещество. Этот процесс может принимать форму взаимодействия двух гамма-квантов с их последующим превращением в электрон-позитронную пару: {\displaystyle \gamma \gamma ^{\prime }\rightarrow e^{+}e^{-}}. Теоретически предсказан аналогичный процесс в сильных электрических полях при использовании сверхкоротких лазерных импульсов большой мощности.
Процесс был описан впервые Грегори Брейтом и Джоном А. Уилером в 1934 году в Physical Review. Хотя процесс является одним из проявлений эквивалентности массы и энергии, на данный момент (2014) он никогда не наблюдался на практике из-за сложности фокусировки встречных гамма-лучей. Тем не менее в 1997 году исследователям из Национальной ускорительной лаборатории удалось реализовать так называемый многофотонный процесс Брейта — Уилера, используя электроны для создания высокоэнергетических фотонов, которые затем участвовали в нескольких столкновениях и в итоге превращались в электроны и позитроны, в пределах одной камеры.
В 2014 году физики из Имперского колледжа Лондона предложили относительно простой эксперимент для демонстрации процесса Брейта — Уилера. Эксперимент в коллайдере состоит из двух шагов. Во-первых, они предложили использовать мощный лазер высокой интенсивности, чтобы ускорить электроны до околосветовых скоростей. Затем ускоренные электроны направляются на пластину золота, чтобы создать пучок фотонов, несущих в миллиарды раз больше энергии, чем фотоны видимого света. Во-вторых, эксперимент включает в себя облучение лазером внутренней поверхности золотого полого цилиндра, для создания фотонов теплового излучения. Затем они направляют пучок фотонов из первой стадии эксперимента через центр цилиндра, в результате чего фотоны от двух источников сталкиваются и образуются электроны и позитроны. В итоге можно было бы обнаружить образование электронов и позитронов после того, как частицы покинут цилиндр. Моделирование методом Монте-Карло показывает, что производительность этого способа — порядка 105 электрон-позитронных пар в одном выстреле.